# 이형호 유괴 살해 사건
이형호 유괴 살해 사건(李炯昊誘拐殺害事件)은 1991년 1월 29일 화요일 오후 6시경 당시 서울특별시 강남구 압구정동 현대아파트에 거주하던 서울압구정초등학교 3학년 이형호(李炯昊) 군이 30대로 추정되는 남성에게 유괴되어 바로 살해당한 사건으로 결국 2006년 1월 28일 24시에 공소시효가 만료되면서 영구 미제 사건으로 남게 되었으며 2007년에 개봉한 영화 《그놈 목소리》는 이 사건을 모티브로 해서 만든 영화이다.

## 사건 개요
1991년 1월 29일 오후 6시 서울특별시 강남구 압구정동 현대아파트 놀이터에서 마지막으로 목격된 이후 이형호군은 사건 발생 43일 후인 3월 13일 12시 20분 경 잠실대교에서 서쪽으로 약 1.5 km 떨어진 곳에 위치한 배수로에서 숨진 채 발견되었다. 
발견 당시 손이 스카프와 나일론 끈으로 묶여 있었고 코와 입이 테이프로 막혀 질식사한 것으로 밝혀졌으며 부검 결과 위에서 나온 음식물이 유괴 당일 친구의 집에서 먹은 점심으로 판명되어 유괴 직후 살해당한 것으로 추정되었다.
범인의 협박 전화에서 나온 목소리를 분석한 결과 서울·경기도 출신의 30대 전후 남자로 추정되었고 사건 당일 23시부터 16일 동안 50여 차례의 전화통화와 10차례의 메모지로 피해자의 부모를 협박했는데 그 수법이 매우 치밀하고 지능적인 것으로 알려졌다.
범인은 피해자 부모에게 카폰을 사용하도록 하고 김포국제공항 국내선과 대학로 등의 서울 시내 곳곳을 약속 장소로 알려줘서 피해자의 아버지에게 돈을 준비하게 만들었다.
김포공항에서는 국내선 주차구역 2구역에 차를 세워둔 뒤 600번 공항버스를 타고 압구정 자택으로 돌아가라고 했으나 차 뒷좌석에 누군가 타고 있었다는 핑계를 대며 일방적으로 약속을 깼고 이후 대학로에서는 차를 세우고 건너편 빵집에 들어가서 커피를 마시며 기다리라는 지시를 내려놓고는 집에 있던 피해자의 계모에게 경찰을 불렀느냐고 집요하게 추궁하였다. 
이에 피해자의 계모는 삼촌이 같이 나간 것이라고 둘러댔지만 범인은 경찰 수사를 어느 정도 눈치채고 당분간 나타나지 않았고 얼마 후 다시 연락을 해온 범인은 지정된 장소에 메모지를 남기는 '무인 포스트' 방식을 활용했다. 
장충동 태극당 인근의 조선일보 게시판에서 시작된 메모는 한일은행 명동지점 앞의 쓰레기통에 붙어있는 입금지시 메모로 이어졌고 우선 '윤△△'라는 명의로 한일은행에 개설된 보통예금 통장에 돈을 입금시키라는 지시를 내렸다.
범인은 입금된 돈을 찾기 위해 한일은행 모 지점에 갔지만 사고신고 계좌라는 문구가 단말기에 뜨자 은행원이 당황해 했고 낌새를 눈치챈 범인이 그대로 도주해 검거에 실패했다. 
이후 '김○○' 명의로 상업은행에 개설된 보통예금 통장에 입금하라는 지시를 한 후 돈을 찾으러 갔으나 이때도 은행원이 머뭇거리는 사이 달아났고 당시 대한민국에는 CCTV가 거의 없었던 시절이라서 범인이 찾아간 곳 모두 설치되어 있지 않았으며 메모지나 통장개설신청서에도 전혀 지문을 남기지 않았다.
범인은 은행계좌로 돈을 받는 것이 어려워지자 2월 14일 오후 피해자의 아버지에게 올림픽대로 김포공항 방향으로 오다가 서울교에 내려서 다리 아래 정중앙에 돌로 눌러진 메모를 확인하고 지시사항대로 따르라는 말과 함께 마지막이니 신경쓰라는 경고를 덧붙였다. 
메모를 따라간 곳은 양화대교 남단 한강둔치였고 도로 바로 옆에 있는 철제박스 위에 돈뭉치를 올려놓으라는 것이 마지막 메모 내용이었는데 당시 철제박스 주변에는 강남경찰서 소속 형사들이 잠복하고 있었고 피해자의 부는 경찰과 의논한대로 진짜 돈 10만원에다가 가짜돈 뭉치를 섞어서 신문지에 포장한 것을 철제박스 위에 올려놓고 돌아갔다.
그러나 형사들이 서로 무전을 주고 받는 과정에서 철제 박스 위치를 혼동하는 바람에 범인이 돈을 가지고 사라져 버렸고 당시 수사에서는 성문(聲紋) 분석 결과 범인을 1명으로 추정하다가 사람이 다닐 수 없는 자동차 전용도로 올림픽대로에서 돈을 순식간에 가져가기 위해서는 차를 이용할 수 밖에 없다는 점 때문에 범인을 2명으로 추측하게 되었는데 이러한 혼란은 수사에 차질을 빚게 되었다.
실제로 1992년 3월 31일 SBS 그것이 알고 싶다 제작팀의 실험 결과 철제 박스는 운전석과 반대 방향에 있기 때문에 범인 2명 중 1명이 운전을 하고 나머지 1명이 돈을 낚아채야만 당시의 상황을 논리적으로 설명할 수 있었고 또한 성문을 다시 한번 정밀 분석한 결과 미세하게 다른 점이 있었기에 범인은 사실상 2명으로 추측되었다.
돈을 가져간 범인은 그날 밤 전화를 걸어 "가짜돈이 잔뜩 섞여있다. 아들을 되찾고 싶지 않은 것으로 알겠다. 다만 경찰에 신고하지 않은 것은 감사하다."라는 말을 남긴 채 연락을 끊었으며 이후 더 이상 연락을 하지 않았다. 
범인의 마지막 통화 후 27일이 지나 피해자의 시체가 발견되면서 공개수사로 전환되었는데 이 과정에서 피해자의 친척 이□□가 유력한 용의자로 지목되었고 이□□는 전화상의 목소리와 일치하는데다 은행계좌 명의였던 김○○, 윤△△라는 이름이 실제로 이□□의 주변 인물이라는 점이 확인되어 범인일 가능성이 높았기 때문이었다. 
이□□는 서울의 공중전화를 통해 협박전화가 걸려온 날에 경주에 있었다고 주장하며 당시 사용한 고속도로 통행 영수증을 증거물로 제시하였고 실제 경찰 수사 결과 경주에 이□□가 머무른 사실이 확인되었다.
그렇지만 경찰은 이□□가 경주에서 전화를 걸고 서울의 공범이 이를 피해자의 집에 연결하는 형태로 얼마든지 알리바이를 조작할 수 있다고 판단했고 특히 이□□가 대학에서 전기통신을 전공했다는 점에 주목하여 강도 높은 보강수사를 진행했다.
무엇보다도 성문 분석 결과 전화상의 목소리와 완전히 일치한다는 국과수의 보고서를 무시할 수 없었기 때문이었지만 이□□가 범인이라는 뚜렷한 물증을 찾지 못해 수사는 다시 난항에 빠졌다.
다행히 상업은행 통장을 개설해주면서 범인과 다소 길게 대화를 나눴던 은행원 그리고 피해자의 시신이 발견된 곳 인근의 한강둔치 잠실지구에서 피해자를 목격했다는 매점 주인들의 진술에 따라 범인의 몽타주가 작성되어 전국에 지명수배되었고 한강둔치 잠실지구 바로 뒤편에 위치한 잠실주공1단지에서 피해자와 범인으로 추정되는 청년을 목격했다는 제보가 잇따르면서 수사는 활기를 띠는 듯 했으나 잠실 주공 1단지에 나타났던 어린이와 청년은 이형호군 살해 사건과 아무런 관련이 없는 주민이라는 게 확인되었다.

## 관련 미디어
- 그것이 알고 싶다 (SBS)
- 꼬리에 꼬리를 무는 그날 이야기 (SBS)

## 같이 보기
- 그놈 목소리